# Survival Island
Survival Island (còn có tựa là Three) là một bộ phim điện ảnh thuộc thể loại giật gân khiêu dâm năm 2005 do Stewart Raffill làm đạo diễn kiêm viết kịch bản. Phim có sự tham gia diễn xuất của Billy Zane, Kelly Brook và Juan Pablo Di Pace.

## Cốt truyện
Jack (Zane) và Jennifer (Brook) là một cặp vợ chồng giàu có đang đi du thuyền ở vùng Caribe nhân dịp Giáng Sinh. Trong số các phi hành đoàn trên thuyền có mặt của Manuel (Juan Pablo Di Pace) – một người đàn ông đẹp trai từng bị cô bạn Maria (Maria Victoria Di Pace) chửi rủa lúc anh chuẩn bị đặt chân lên du thuyền. Anh luôn tỏ ra bực bội và gặp khó trong chuyện đáp ứng yêu cầu của phi hành đoàn và hành khách. Sau khi cãi vã với thuyền trưởng, Manuel bỏ đi và vứt lại một tấm giẻ vào bếp đang cháy. Kết quả là miếng giẻ bén lửa gas và làm toàn bộ du thuyền bị hỏa hoạn. Do thuyền trưởng không thể kiểm soát ngọn lửa bằng bình chữa cháy nên họ quyết định bỏ tàu. Nhưng khi lên thuyền cứu sinh thì cả đoàn bị một cơn bão lớn làm lật úp thuyền đêm hôm đó và chia tách mọi người trong đoàn.
Lúc đang giặt giũ trên hòn đảo hoang, Jennifer hoàn toàn đơn độc cho đến khi nhìn thấy thi thể của viên thuyền trưởng trôi dạt vào bờ. Khi cô tìm cách để viên thuyền trưởng tỉnh lại thì Manuel xuất hiện và hỗ trợ cô, nhưng cả hai đều không thể cứu được mạng của thuyền trưởng. Họ chôn thi thể ông và dưới sự hướng dẫn của Manuel, hai người bắt đầu dựng nơi trú ẩn và tìm thức ăn. Hai ngày sau thì Jack cũng đặt chân lên đảo. Mặc dù mọi chuyện diễn ra suôn sẻ trong thời gian ngắn, nhưng sau cùng Jack vẫn không khỏi nghi ngờ Manuel đang thèm khát vợ mình, qua đó tuyên bố Manuel là kẻ thù của anh và hứa sẽ hủy hoại đời Manuel một khi họ thoát khỏi đảo. Chuyện này khiến Jennifer rơi vào tình thế khó xử bởi lòng chung thủy của cô với Jack đang mâu thuẫn với nhận thức rằng cặp vọ chồng cần sự giúp đỡ của Manuel để sinh tồn. Vốn là một kẻ kiêu căng, Jack khăng khăng rằng anh có thể chu cấp cho cả hai, nhưng rồi hai người sớm nhận ra rằng anh không có khả năng làm chuyện đó. Để rồi mối quan hệ giữa Jack và Jennifer bắt đầu xấu đi nhanh chóng.
Một ngày nọ, Jack ăn cắp chiếc kính bảo hộ của Manuel để đi câu cá, kế đó khi Manuel phát hiện ra, anh dọa sẽ giết Jack. Jennifer cố gắng chạy theo ngăn cản và làm anh trấn tĩnh lại. Trong lúc giằng co trên biển, Manuel đè Jennifer ra cưỡng hiếp, nhưng Jennifer sớm ngừng kháng cự và hưởng ứng với anh. Sau đó, Jennifer cảm thấy hồi hận bất chấp chuyện mình và Manuel đã làm. Manuel tiết lộ rằng anh đã yêu Jennifer ngay từ khoảnh khắc đầu tiên anh gặp cô, nhưng quá rõ đây là cách để anh trả đũa Jack. Khi Jack trở lại bờ, Jennifer vô tình khiến chồng mình biết được những chuyện đã xảy ra và làm Jack ruồng rẫy cô.
Trong một ngày đi đánh cá khác, Jack tìm thấy một chiếc thuyền nằm dưới đáy đại dương. Anh cố tìm cách lôi nó lên bờ để sửa chữa nó. Trong khi đó, Manuel đề nghị Jennifer cùng nhau đi bơi đêm để rồi hai người làm tình giữa biển; lúc này Jennifer mới bàn chuyện thông đồng với Manuel để cùng đánh cắp chiếc thuyền, đưa cả hai thoát khỏi hòn đảo, nhưng không hề biết Jack đang theo dõi họ. Họ định thực hiện kế hoạch lúc Jack đang đi câu cá. Nhưng thuyền chưa đi được bao xa thì chìm nghỉm, bấy giờ họ mới nhận ra toàn bộ kế hoạch của Jack là đưa cho họ thuyền đi thật xa để ngầm khiến họ chết đuối. Manuel và Jennifer buộc phải bơi ngược về hòn đảo, Jack nhân cơ hội Manuel đã kiệt sức liền dùng giáo tấn công anh rồi bắt cóc Jennifer. Ngày hôm sau, Jack và Manuel trạm chán quyết liệt với nhau, đan xen là cảnh Maria đang làm lễ voodoo. Phim lên đến cao trào với cảnh Jennifer gìm chặt Jack xuống đất và cố giết chết anh bằng chính con dao của Jack. Manuel cũng nhặt lấy một tảng đá nặng để đập vào Jack, nhưng rồi mất thăng bằng và ngã ngửa ra phía sau, rơi trúng một trong những ngọn giáo của Jack tử vong ngay tại chỗ, trước vẻ kinh hoàng của Jennifer. Một phần nguyên nhân làm Manuel chết là do cùng lúc đó Maria đã yểm phép vào hình nộm voodoo có hình dáng giống anh rồi găm nó vào que nhọn.
Một năm sau, một gia đình nọ đi du thuyền, thả neo gần hòn đảo rồi phát hiện ra nó, kế đến tìm thấy Jennifer đang ngủ trong túp lều của cô. Dù vẫn phần nào đau buồn trước cái chết của Manuel, nhưng Jennifer vẫn quyết định đi cùng họ. Kể từ khi Manuel chết, cô bị ép phải sống cùng Jack và phụ thuộc vào chồng mình, vì thế cô không hề nhắc đến tên Jack với gia đình kia, bất chấp anh cũng đang ở trên đảo. Trong lúc đang câu cá, Jack nhìn thấy vợ mình rời đi trên du thuyền và gọi theo, nhưng Jennifer lờ đi không thèm đáp lại, còn gia đình kia đang ở bên trong khoang du thuyền nên không nghe thấy tiếng của Jack. Trên thuyền, Jennifer cầm trên tay chiếc bật lửa mà cô đánh cắp được từ chồng mình để anh ta không thể dùng nó để châm lửa nữa, coi như sự trả thù cuối cùng. Jack bị bỏ lại trên hoang đảo và số phận cuối cùng của anh vẫn còn bị bỏ ngỏ.

## Phân vai
- Billy Zane vai Jack
- Kelly Brook vai Jennifer
- Juan Pablo Di Pace vai Manuel
- Maria Victoria Di Pace vai Maria
- Todd Collins vai Bill
- Gabrielle Jourdan vai Gail
- Gary Brockette vai Thuyền trưởng Richards
- Isabelle Constantini vai Maggie Richards

## Giải thưởng
Chiến thắng
- Golden Trailer Awards: Golden Trailer, Trashiest; 2005.